# 福井県道227号鷹巣港線
福井県道227号鷹巣港線（ふくいけんどう227ごう たかすこうせん）は福井県福井市内に終始する国道と港を結ぶ一般県道である。

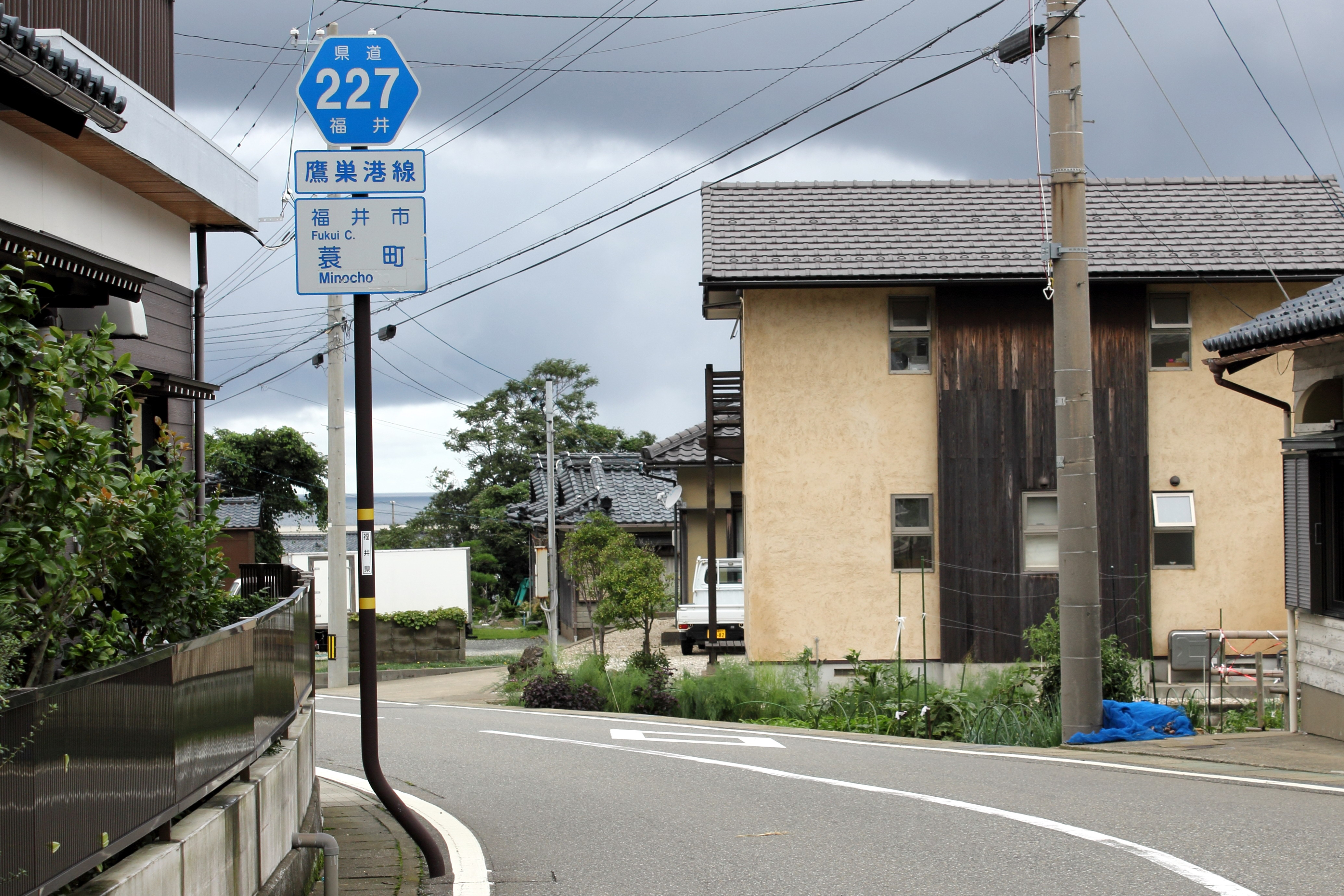
福井県道227号 鷹巣港線（国道から港方面）

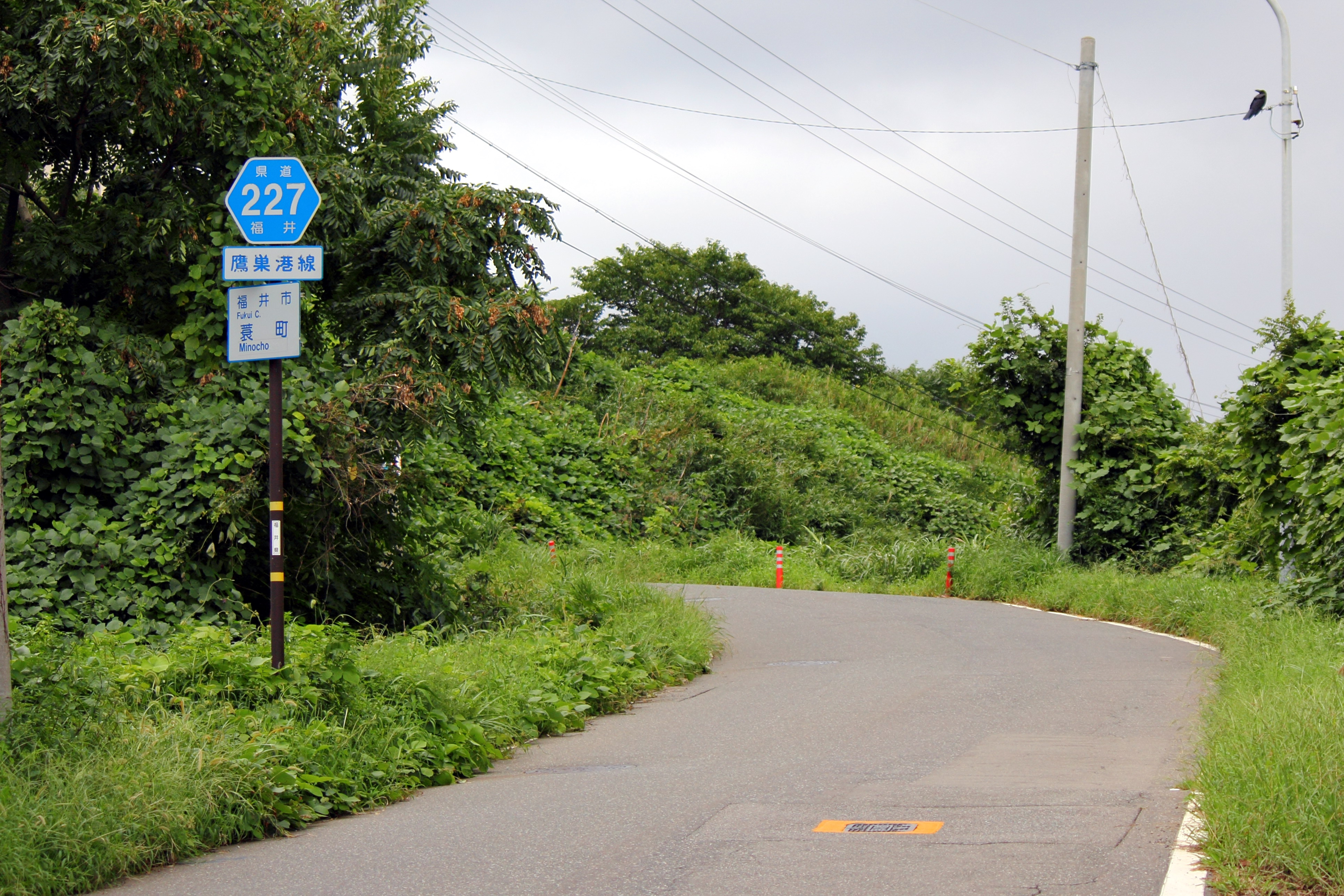
福井県道227号 鷹巣港線（港から国道方面）

## 路線概要
国道305号と鷹巣港、国民宿舎鷹巣荘とを結ぶ役割を担っている。鷹巣港はそれほど大きな港ではないが、福井県内における唯一の避難港であり、有事の際には非常に重要な港となる。また観光地として周囲にタカスサーキット等がある当地域における宿泊場所へのアクセスとしても重要な路線である。

### 路線データ
- 起点：福井県福井市蓑町
- 終点：同上

## 道路状況
片側1車線の確保された道路だが、起点附近の勾配が非常に急であり、注意が必要である。またこの附近はブラインドカーブになっており反対車線にはみ出すと対向車と接触することも十分にありえる。走行には十分注意する必要が在るだろう。全線を通してヘキサポールが1つずつしかなく県道と認識して走る人はほとんどいないであろう道である。

## 接続道路
- 国道305号（終点）
- 国道365号（国道305号と重複・終点）

## 沿線
- 鷹巣港
- 鷹巣温泉
  - 国民宿舎鷹巣荘